# Mordellistena heterocolor
Mordellistena heterocolor är en skalbaggsart som beskrevs av Ray 1946. Mordellistena heterocolor ingår i släktet Mordellistena och familjen tornbaggar. Inga underarter finns listade i Catalogue of Life.